# Luigi De La Forest
Luigi De La Forest (Parigi, 1668 o 1685 – Carpi, 1º novembre 1738) è stato un pittore francese, attivo principalmente a Modena.

## Biografia
De La Forest si trasferì a Modena intorno al 1712, dove dipinse una Gloria della Madonna e dei Santi Bonaventura, Bernardino da Siena e Pasquale Baylon per la chiesa di Santa Margherita (oggi rimpiazzata dal Palazzo Santa Margherita). Da lì si trasferì a Carpi, dove dipinse varie opere per la chiesa di San Nicolò e l'attiguo convento, tra cui la tela dei Santi Pasquale Baylon e Giacomo della Marca (1719) a lato dell'ingresso principale, San Francesco (1725) per l'altare maggiore, e S. Onofrio e altri santi . De La Forest dipinse anche per le chiese di San Giuseppe e San Sebastiano a Carpi, e per la chiesa della villa di Fossoli. Dipinse anche alcuni soggetti di genere.
È imparentato con il paesaggista Jean-Baptiste Forest, che si formò a Milano sotto Pier Francesco Mola.